# Geert van der Weijst
Geert van der Weijst (Reusel, Reusel-De Mierden, 6 d'abril de 1990) és un ciclista neerlandès que competeix professionalment des del 2011.

## Palmarès
- 2011
  - Vencedor d'una etapa a la Ronde van Vlaams-Brabant
- 2012
  - Vencedor d'una etapa al Tour de Gironda
- 2012
  - 1r a la Volta a Düren
  - Vencedor d'una etapa al Tour de Gironda
  - Vencedor d'una etapa al Kreiz Breizh Elites
- 2014
  - Vencedor d'una etapa al Tour de Loir i Cher
  - Vencedor d'una etapa al Tour de Gironda
- 2015
  - 1r al Circuit del País de Waes